# Bernardus Croon
Bernardus Hermanus Croon (Amsterdam, 11 mei 1886 - aldaar, 30 januari 1960) was een Nederlands roeier. Eenmaal nam hij deel aan de Olympische Spelen, maar won bij die gelegenheid geen medaille.
Op de Olympische Spelen van 1908 in Londen maakte hij op 21-jarige leeftijd zijn olympisch debuut bij de vier zonder stuurman. Aan deze wedstrijd namen slechts vier ploegen deel. Het Nederlandse team verloor in de tweede serie van het veel betere Britse viertal van de Leander Club. Nederland maakte een aantal stuurfouten, waardoor ze vermoedelijk op grote achterstand over de finish kwamen.
Hij was aangesloten bij roeivereniging De Amstel in Amsterdam. Van beroep was hij koopman in elektrotechnische artikelen.

## Palmares

### Roeien (vier zonder stuurman)
- 1908:  OS - onbekende tijd

Johan Burk · 
Bernardus Croon · 
Hermannus Höfte · 
Albertus Wielsma